# Новая Казанковка
Новая Казанковка (баш. Яңы Казанковка) — деревня в Мелеузовском районе Республики Башкортостан Российской Федерации. Входит в состав Денисовского сельсовета.

## География

### Географическое положение
Расстояние до:
- районного центра (Мелеуз): 20 км,
- центра сельсовета (Богородское): 9 км,
- ближайшей ж/д станции (Мелеуз): 20 км.

## История
До 2008 года деревня входила в состав Саитовского сельсовета.

## Население
| 2002 | 2009 | 2010 |
| ---- | ---- | ---- |
| 87   | ↗225 | ↗240 |

Национальный состав
Согласно переписи 2002 года, преобладающая национальность — русские (44 %).